# Atuna elliptica
Atuna elliptica is een plantensoort uit de familie Chrysobalanaceae. Het is een boom die een groeihoogte bereikt van 7 tot 8 meter. De soort staat op de Rode Lijst van de IUCN geklasseerd als 'gevoelig'.
De soort komt voor op het eiland Viti Levu, behorend bij het land Fiji. Hij groeit daar in open bossen, vaak in de buurt van beken. De boom groeit op hoogtes van zeeniveau tot ongeveer 100 meter.
De boom wordt in het wild geoogst als om te dienen als dakbedekking en vanwege de aromatische zaden. Uit de zaadlobben wordt een olie gewonnen die verwerkt wordt in lokale cosmetica. Daarnaast worden de zaden geplet om een geurig sap te maken dat wordt gebruikt om kokosolie te parfumeren. De bladrijke twijgen met de blaadjes eraan worden gebruikt om de buitenmuren en daken van huizen te bedekken.